# 近鉄バス布施営業所
近鉄バス布施営業所（きんてつバスふせえいぎょうしょ）は、大阪府東大阪市高井田中にある近鉄バスの営業所。
主に、東大阪市西部や大阪上本町駅をはじめとした大阪市平野区、天王寺区をカバーする。
営業所は近鉄奈良線河内永和駅またはJRおおさか東線JR河内永和駅から徒歩10分ほどの場所にある。
道路を挟んで向かいの東大阪市長栄寺には、観光バスの基地として布施観光営業所が設置されている。本項目では観光バスも含めて記載する。

## 概要
現存する近鉄バスの営業所でも特に古い営業所で、近畿日本鉄道自動車局の布施自動車区・営業所として営業してきた。特に整備工場が併設された鳥飼営業所ができるまでは、近鉄バスの整備工場は布施営業所にあった。バスロケーションシステムが1983年に設置され、小阪駅周辺で10年ほど使われていたこともある。
分社化前は路線部門が南側の現在観光バスが使用する車庫を、観光バスが北側の車庫を使っていたが、分社時にその立場を入れ替えた。観光バスは別会社の近鉄観光バス株式会社として分社化し、営業所の事務所を観光バス本社と兼用した。2006年に近鉄観光バスは近鉄バスに吸収合併されたため、観光バス部門は「布施観光営業所」になった。
近鉄バスカードが使用でき、2003年よりスルッとKANSAIとJスルーカードにも対応した。Jスルーは2009年3月1日に利用終了した。PiTaPaやICOCAなどの交通ICカードは2015年4月1日より近鉄バス一般路線の全てで使えるようになった。
営業所の前には「長栄寺」という停留所があったが現在は廃止されており、当営業所発着の路線は存在しない。このため路線バス車両は現在では全て回送で出入庫している。

## 現行路線
2024年以降、一般路線は病院などへのシャトルバスのみを管轄。特記のない限り、運賃は大人・小児とも120円（2023年10月31日までは100円）。

### 上本町あべの橋線
「あべの・上本町シャトルバス」の路線愛称を持つ。
2013年6月13日にあべのハルカス近鉄本店（近鉄百貨店）がオープンしたのに伴い「あべの・上本町循環バス」との路線愛称名で開設。大阪阿部野橋駅発着の近鉄バスの一般路線の設定は、2005年に廃止された大蓮線（八尾営業所担当）以来8年ぶりとなった。
上本町とあべの橋を谷町筋および松屋町筋を経由し約15分～19分で結ぶ。あべの橋東口（都シティ 大阪天王寺エントランス）発着の12番は19時50分以降のみ、それ以前の時間帯は10番および11番となり、あべの橋近鉄高速バスのりばに停車する。
利用客数は多く、当初は20分間隔での運転であったが、2013年10月1日の2度目のダイヤ改正で昼間時は20分間隔から15分間隔に増便された。また、運行開始当初はノンストップだったが、2013年9月1日、谷町筋上に「四天王寺参道口」停留所が新設された。
2017年7月1日に運行形態が近鉄上本町を発着とした循環系統から通常の往復系統に変更され、あべのハルカスを跨ぐ乗車ができなくなった。これにより「あべの・上本町循環バス」としていた路線愛称を「あべの・上本町シャトルバス」に変更した。同時に系統番号が設定され、四天王寺参道口経由便はあべのハルカス発着便が往復とも10番、天王寺都ホテル発着便は往復とも12番がそれぞれ付与された。同時に松屋町筋に「下寺町一丁目」停留所と「下寺町二丁目（和空下寺町前）」停留所を新設し、あべの橋方面行きの一部の便が松屋町筋経由になったが、これは11番が付与された。
- 10番：近鉄上本町 - 四天王寺参道口 - あべの橋（あべのハルカス）
- 11番：近鉄上本町 → 下寺町二丁目（和空下寺町前）→ あべの橋（あべのハルカス）
  - 日中1時間に1本運行（1時間あたりの路線全体の運行本数は4本で、あべの橋行きの残り3本は10番）。
- 12番：近鉄上本町 - 四天王寺参道口  - あべの橋東口（あべのハルカス東口）
  - 夕方以降の5往復。

### 赤十字病院線
大阪上本町駅から駅の東側にある大阪赤十字病院までの路線。2005年に開設された。病院の休診日 は運休。
2024年7月22日から減便となり、15分～20分間隔となっている。
- 01番：近鉄上本町駅 → 大阪赤十字病院 → 近鉄上本町駅

### 警察病院線
赤十字病院線と同様に、病院への足として運行しているバスである。大阪けいさつ病院と大阪上本町駅を単純往復するのではなく、大阪環状線の桃谷駅も結んでいる。
途中停留所は当初大阪警察病院（→府立夕陽丘高校前）だけであったが、のちに天王寺区役所前、NTT西日本大阪病院前（→第二大阪警察病院前→大阪けいさつ病院前）が増設された。土曜・休日、12月30日から翌年の1月4日までは運休。
運賃は120円（2023年10月31日までは100円）となっている。
2024年7月22日から減便となり、終日にわたり概ね30分間隔となる。
2024年1月6日、大阪けいさつ病院と第二大阪けいさつ病院を統合した新たな大阪けいさつ病院が、かつての第二大阪けいさつ病院の隣に開院し、「大阪警察病院」は「府立夕陽丘高校前」、「第二大阪警察病院前」 は「大阪けいさつ病院前」に停留所名が変更された。
- 66番：近鉄上本町駅 - 天王寺区役所前 - 府立夕陽丘高校前 - 大阪けいさつ病院前 - JR桃谷駅前

### 東大阪市立病院線
八戸ノ里駅北方にあった東大阪市立総合病院（現・市立東大阪医療センター）の移転に伴い開設された路線。復路は五百石公園前を経由する。
大阪府下では初のコミュニティバス扱いで運賃100円で開設したが、定期券は利用できない。開設当初は開院日の平日のみの運転だったが、2004年3月から土・休日の昼間も運行されるようになった。車両はこの路線専用の小型車両（前乗り前降りの2ステップ車）が使われてきたが、2009年5月1日から小型ノンステップバスに置き換えられた。
2017年10月2日から運賃を特殊区間制の半区運賃（変更当時で大人200円・小児100円）に変更。土休日の運行は廃止となり、市立総合病院停留所は市立東大阪医療センターに改称した。
八戸ノ里駅前では4番のりば発。
- 25番：八戸ノ里駅前 - 市立東大阪医療センター
  - 12時台までは原則20分間隔。その後少々間隔が開いてから、13時台から夕ラッシュ手前の終発まで30分間隔。

## 空港リムジンバス

### 上本町・関西空港線
関西空港交通と共同運行。
- 心斎橋（ホテル日航大阪） -  近鉄上本町（シェラトン都ホテル大阪） - 関西国際空港
  - 基本の系統は上本町発着で一部の便が心斎橋へ延長運転する。

### USJ・関西空港線
関西空港交通、阪神バスと共同運行。
- ユニバーサル・スタジオ・ジャパン - 天保山 - （南港フェリーターミナル） - 関西国際空港
  - 南港フェリーターミナル経由は1往復のみ、うち近鉄バスは関西空港発便を担当。

### USJ・大阪空港線
大阪空港交通、阪神バスと共同運行。
- ユニバーサル・スタジオ・ジャパン - 大阪国際空港

### 東大阪・関西空港線
大阪バス、関西空港交通と共同運行。
- 布施駅（北口） - 長田駅 - 関西国際空港
  - 近鉄バスは関西空港発の片道1便のみ担当

### 大阪城・日本橋・関西空港線
大阪バス、関西空港交通と共同運行。
- ホテルニューオータニ大阪・日本橋駅 - 関西国際空港
  - 日本橋駅ののりばはホテルWBFなんば黒門前にある停留所（停留所名はなんば黒門市場前）から発着する。
  - 近鉄バス担当便は2往復[9][10]

## 定期観光バス

### OSAKA SKY VISTA
2014年7月10日より運行を開始した定期観光バスである。オープントップバス（三菱ふそう・エアロキングの夜行高速車を東急テクノシステムで改造したもの）を使用し、大阪市内を車窓観光する。水曜日を除く毎日運行。運行開始当初、乗車は上本町バスセンターでのみ扱い、大阪城、道頓堀、通天閣の順に経由し、降車は上本町に加えあべの橋でも可能であった。その後、梅田などを回る北ルートの新設、2014年・2015年末には御堂筋イルミネーションに合わせて夜間の便が運行されるなど変化ののち、2016年2月1日より大阪駅JR高速バスターミナル発着に変更された。同時に発券業務は西日本JRバスに委託されている。2020年7月から8月にかけては湾岸エリアを周遊し天保山へ立ち寄る「みなとルート」を期間限定で運行。
北ルート・南ルートとも1日2便、計4便（繁忙期は1日各4便、計8便）を運行する。
- 北ルート：大阪駅JR高速バスターミナル（乗車）→梅田スカイビル→お初天神→造幣局→大阪城→大阪歴史博物館→川の駅はちけんや（天満橋駅近く、降車可）→大阪市立中央公会堂（中之島）→大阪市役所→日本銀行大阪支店→フェスティバルタワー（中之島）→大阪駅JR高速バスターミナル（降車）
- 南ルート；大阪駅JR高速バスターミナル（乗車）→大阪市役所→日本銀行大阪支店→御堂筋→道頓堀→でんでんタウン→通天閣→あべのハルカス（あべの橋、降車可）→四天王寺→谷町の街並み→フェスティバルタワー（中之島）→梅田スカイビル→グランフロント大阪→大阪駅JR高速バスターミナル（降車）
- 年末の御堂筋イルミネーションの時期は上記の他に、「大阪･光の饗宴 特別コース」として夕方以降にも運行（2017年の場合は4便[14][15]）。
  - 大阪駅JR高速バスターミナル（乗車）→大阪市役所→日本銀行大阪支店→御堂筋→道頓堀→フェスティバルタワー→梅田スカイビル→グランフロント大阪→大阪駅JR高速バスターミナル（降車）。
- みなとルート（2020年夏季運行）
  - 大阪駅JR高速バスターミナル（乗車）→大阪市役所・中央公会堂→京セラドーム大阪→八幡屋公園→天保山大橋→ユニバーサル・スタジオ・ジャパン→此花大橋→舞洲→夢洲→海遊館（天保山大観覧車、乗降とも可。途中下車後の再乗車も可能）→咲洲（ATC・大阪府咲洲庁舎・インテックス大阪）→港大橋→八幡屋公園→フェスティバルタワー→うめきた広場→大阪駅JR高速バスターミナル（降車）

## 高速バス
下記の各路線を運行している。内部リンクのある路線の詳細は各項目を参照のこと。

### 高山特急線
- 高山特急線（大阪・京都 - 郡上八幡・飛騨高山）
  - 昼行便だが、季節運行の夜行便も運行。

### 神戸三田プレミアム・アウトレット特急線
- 神戸三田プレミアム・アウトレット号 （あべの橋・近鉄なんば西口 - 神戸三田プレミアム・アウトレット）
  - 2010年に主催旅行の形でなんばOCAT始発・終着で運行を開始。往復利用のみ可能であった。2011年7月16日より路線化して土曜・休日とセール期間中の毎日運行となると同時に、あべの橋始発に変更となった。また、片道利用も可能。大阪からの乗車時にクーポンシート、オリジナルノベルティ、ドリンククーポンの配布がある。

### 運行支援路線
自社による運行はなく、運行支援のみ担当している路線。カブトガニ号以外はかつては共同運行であった。
- カブトガニ号（大阪 - 笠岡・神辺、中国バスによる運行）
- 伊賀大阪高速線（三重交通による運行）
- びんごライナー（中国バスによる運行）

## 過去の主な担当路線
長らく枚岡営業所によって運行されていた枚岡線については当該項目を参照。

### 上小阪線
上小阪住宅の団地内での折り返し便が多く設定されていたほか、近鉄奈良線の南をに並行するように河内花園駅南東側の花園住宅まで運行していた51番は1995年10月1日に廃止。
50番は以前は1時間に1便程度はあり、布施駅前と上小阪住宅前（団地内で折り返し）を結んでいたが、団地の建て替えによる団地内停留所の廃止の影響により、2004年8月31日に52番（布施駅前 - 三ノ瀬 - 俊徳道駅前 - 宝持 - 上小阪住宅前 - 金物団地前）に吸収される形で廃止。後に朝夕のみの運行となり、2006年2月6日に平日の朝1便のみの運行になる。
54番は通学需要があり、利用客が多かったが、近畿大学附属小学校の奈良県奈良市（菖蒲池駅近く）への移転に伴い利用客が減少。2011年3月16日実施のダイヤ変更からは52・54番が土曜早朝にそれぞれ1便ずつ片道運行するのみとなった。それも2017年3月31日をもって運行取りやめとなった。のちに、大阪バスが上小阪線のエリアをカバーする路線を開設している。
- 50番：布施駅前 - 三ノ瀬 - 俊徳道駅前 - 宝持 - 上小阪住宅前
- 51番：布施駅前 - 三ノ瀬 - 俊徳道駅前 - 宝持 - 樟蔭東前 - 若江 - 玉串北口 - 花園住宅前
- 53番：布施駅前 - 三ノ瀬 - 俊徳道駅前 - 宝持 - 樟蔭東前 - 金物団地前
- 52番：金物団地前 → 上小阪住宅前 → 宝持 → 俊徳道駅前 → 三ノ瀬 → 布施駅前
- 54番：布施駅前 → 三ノ瀬 → 俊徳道駅前 → 宝持 → 樟蔭東前

### 久宝寺線
もとは八尾営業所の担当だった大蓮線の一部で、近鉄大阪線に並行して布施と八尾を結ぶ路線であった。2004年に八尾市立病院の移転に伴い、平日昼間のみの運行で当系統が新設された。しかし、2006年2月には土曜日午前中の1往復だけになった後、2009年3月20日で休止（最終運行は3月14日）された。尚、同じ久宝寺線のJR久宝寺駅 - アリオ八尾の系統は八尾営業所の担当で、こちらは現在も存続している。廃止後、2016年に大阪バスによる布施駅（北口） - 大蓮本通商店街 - 近鉄八尾駅間の路線が開設されている。
- 09番：布施駅前 - 三ノ瀬 - 大蓮 - 久宝寺六丁目 - 八尾市立病院 - JR久宝寺駅

### 布施線
当営業所が管轄していたのは「早瀬橋系統」で、布施駅から北上し東大阪市西端の高井田地区を結ぶ路線。JRおおさか東線（放出駅 - JR河内永和駅間）と並行している。
元々はJR放出駅前の一つ手前の早瀬橋で折り返しており（92番）、早瀬橋から徒歩連絡で放出駅方向へ抜けていた。2011年8月1日から狭隘路に対応する小型バスの導入により一方通行を避けるルートで早瀬橋から放出駅まで延伸した（93番）。なお、以前も放出駅前への乗入れを行っていた。2012年8月1日に増発および出入庫となる長堂二丁目止め（94番）・高井田二丁目始発（95番）を布施駅前に延長し93番に統一した。
1998年6月8日に休止されるまでは一部に大阪市内へ乗り入れて放出、さらに阪奈生駒線などに並行して京橋の手前の蒲生四丁目まで運行するものもあった（90番）。当時、放出駅北口付近は狭隘路であったが大型車で運行していた。また、大阪市と東大阪市にまたがるため、加美線同様に運賃が割高になっていた。
運賃は2011年7月31日まで半区200円 - 2区240円の特殊区間制だったが、8月1日より200円均一になった。2023年11月1日より均一運賃を取りやめ、半区240円または1区270円となっていた。
2024年9月20日の運行をもって休止。2015年以降、当系統と同日の休止まで稲田営業所が管轄していた徳庵系統もかつては当営業所が管轄していた。
- 92番：布施駅前 - 長堂二丁目 - 高井田二丁目 - 南森河内 - 早瀬橋
- 93番：布施駅前 - 長堂二丁目 - 高井田二丁目 - 南森河内 - 早瀬橋 - JR放出駅前
  - 廃止時点での運行系統。
- 94番：JR放出駅前 → 早瀬橋 → 南森河内 → 高井田二丁目 → 長堂二丁目
- 95番：高井田二丁目 - 南森河内 - 早瀬橋 - JR放出駅前

### 加美線
布施駅から南下して大阪市平野区の加美北地区を結ぶ路線。
もとは、加美小学校前から南へ伸ばし国道25号を経由してJR平野駅へ運行していた（40番）。しかし、おおさか東線の開業により並行路線であったことから利用者が大きく減少、2018年に衣摺加美北駅が開業したことでさらに厳しくなったことから、同年12月21日に路線維持のために経路変更と区間短縮（末端部循環化）を行った。改編前は布施駅から一旦東へ向かい三ノ瀬を経由していたが、この改編で布施駅ロータリーから直接南下するルートとなった。この廃止により近鉄バスのJR平野駅乗り入れもなくなった。他に1993年6月8日（最終運行は6月6日）までは地下鉄南巽経由の平野駅方面の系統も存在した。
2024年9月20日の運行をもって路線休止となる。
布施駅から加美北五丁目は東大阪市、それ以南は大阪市に入るため、運賃は特殊区間制と大阪市内運賃に分かれており、両区間をまたぐ場合は運賃が割高となる。
- 40番：布施駅前 - 岸田堂 - 加美北五丁目 - 加美 - 平野駅前

- 41番：布施駅前 → 岸田堂 → 加美北五丁目（加美長沢住宅前） → 加美小学校前 → 加美北八丁目 → 岸田堂 → 布施駅前

## 高速バスの移管・廃止路線
夜行路線については、八尾営業所に移管したため省略する。布施担当時代（近畿日本鉄道時代）に休廃止となった路線のみ掲載する。

### 埼玉特急線
- サテライト号（大阪・京都 - 川口・浦和・大宮）
  - 廃止後、やまと号大宮線がカバーして大阪・奈良 - 大宮で運行していたが、この路線も利用低迷で廃止されている。

### 延岡特急線
- ひえつき号（大阪 - 高千穂・延岡）
  - のちに「ひなたライナー」として京都・大阪 - 延岡・宮崎間の路線として運行。

### 愛知万博特急線
- 近鉄エキスポライナー（大阪 - 愛知万博会場、開催期間中のみ）

### 空港リムジンバス
- OCAT - 関西国際空港
  - OCATの開業に伴い、1996年3月に関西空港交通および大阪市営バス（当時）住之江営業所との共同で運行開始。市バスが運行するのはOCATが大阪市の第三セクターのため。塗装も3社局で共通＝関西空港交通のデザインとした[20]。しかし、利用が低迷し1999年3月末に廃止された。後継として日本交通が「OCATシャトル880」を運行するようになった[21]（当初チャーター便、のち関西空港交通も復帰）。
- 湊町バスターミナル - 近鉄上本町 - 関西国際空港
  - OCAT開業前、リムジン上本町線の一部が、OCAT北側に仮設された湊町バスターミナル（現在の湊町リバープレイスの場所）に発着していた。
- ユニバーサル・スタジオ・ジャパン-関西空港交通（直通便）
  - USJと関空間は直通便であったが、利用者数の関係で天保山系統と統合した。
- 近鉄上本町 - ユニバーサル・スタジオ・ジャパン
  - USJ開業時に上本町との間に直通運転する形で開業した。しかし、利用が低迷し2002年に休止した。大阪国際空港・関西国際空港からの系統は存続。

### 伊賀上野特急線
- 忍者ライナー（大阪 - 伊賀上野）
  - 2014年2月28日をもって撤退（三重交通単独運行化。梅田停留所での運行支援のみ継続）

### 四日市特急線
- 新大阪・大阪駅前（地下鉄東梅田） - 土山バスストップ - 生桑車庫・近鉄四日市駅
  - 運行本数は 1日6往復。
  - 三重交通と共同運行。
  - 担当は、近鉄バス当営業所が3往復、三重交通四日市営業所が3往復。
  - 大阪行は一部の便が大阪駅前（東梅田駅）止。
  - 車両はトイレ付き40〜42人乗り4列シート車（多客期はトイレなし車両が充当されることもあった[22]）。
  - 近鉄バスの高速バス路線としては数少ない愛称のない路線であった。
  - 2009年9月19日に運行開始したが[23]、2014年2月28日をもって撤退した。その後は三重交通単独で運行継続。のちに同社は西日本JRバスと共同運行化、「四日市ライナー大阪号」となったが[24]、2024年3月31日をもって三重交通は運行休止[25]、西日本JRバスは廃止された[26]。

### 小浜特急線
- わかさライナー（大阪 - 小浜）
  - 2016年6月15日をもって福井鉄道単独運行化、同時に運行本数も4往復から2往復に減便となったが、2018年5月現在は運行に復帰していた[27]。しかし採算ラインを下回っていたことや車両老朽化等により、2020年5月10日をもって運行を終了した[28]。

### 三方特急線
- 三方常神ライナー（近鉄なんば西口（OCATビル）・大阪駅前（地下鉄東梅田）・京都駅八条口 － 常神（福井県三方町）
  - 冬期の週末に限定運行される路線。土曜日に大阪を出て福井県若狭町の常神へ向かい、日曜日に常神から大阪へ戻る便がそれぞれ運行される。
  - 2018年以降は運行が無い。

### 福山特急線
- びんごライナー（大阪 - 福山・尾道・備後府中）
  - 2020年2月1日より減便、中国バスの単独運行に変更（運行支援は継続）。

## 車両

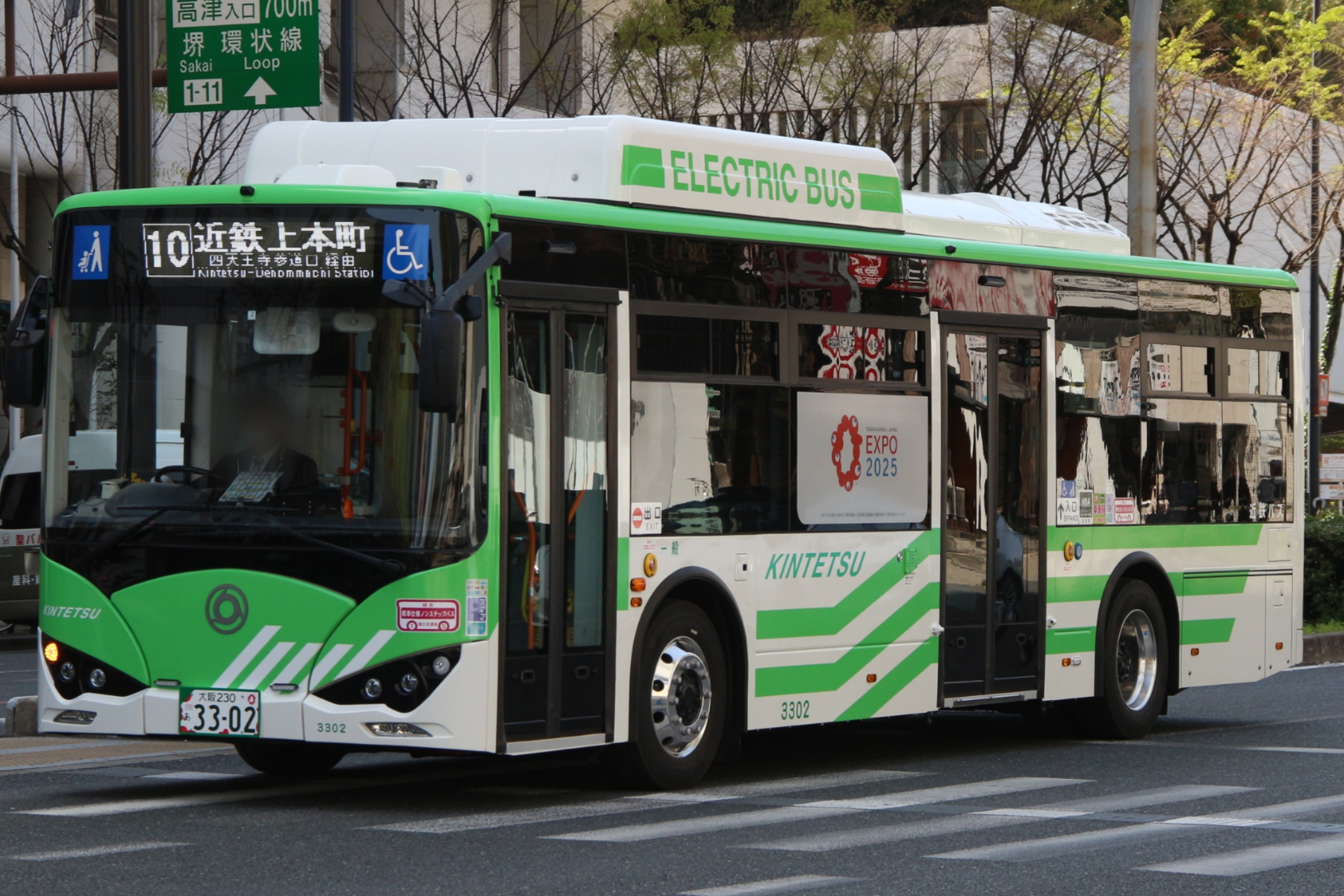
布施営業所所属の電気バス（BYD・K8）

### 一般路線
上本町あべの橋線は大型車を中心に使われている（日野・ブルーリボンハイブリッドやBYD製大型電動ノンステップバス「K8」も配備）が、その他の路線は小型車が基本。東大阪病院線と警察病院線には2022年春からBYD製小型電動ノンステップバス「J6」を導入している。

### 空港リムジンバス
主力の日野・セレガに加え、2007年に三菱ふそう・エアロバスが初めてホテル日航大阪の高さ制限を理由に採用された。2020年12月には三菱ふそう・エアロエースの車椅子エレベーター付き車両が配備された。
塗装は、開設以来長らく関西空港交通と同一デザインを続けていたが、2000年代後半以降の車両は観光バスと同一の塗装（ホワイトに紫・オレンジ・金の曲線）や高速バスと同じ塗装（ホワイトにグリーンの模様）に変更されている。

### 高速バス
布施営業所担当の路線は、昼行便のため車両も4列シートのハイデッカー車が用いられる。観光バスからの転用車両もあり、トイレ付きとトイレなしが混在する。トイレなしは、長距離の高山行以外で運用される。

## 布施観光営業所
観光バスのみ配置の営業所。近鉄バスの貸切車の大多数は当営業所配置である。大型車の車種は日野・セレガに統一されている。ハイデッカー車は輸送力の大きい58 - 60人乗り（12列）が中心。長距離運行や高速バスの続行便使用を考慮してトイレ付きとした車両もある。また、車椅子用リフトを備えた車両も在籍する。ユニークなものとしては、ビールサーバー付のスーパーハイデッカー車が存在した（2008年春に老朽化のため廃車）。2012年現在は小型車として日野・リエッセIIも配置されている。9m級は在籍していなかったが、2018年8月末に導入された。
近畿日本鉄道自動車局の時代は、八尾営業所も観光バス配置営業所であった。分社化に先駆けて観光バスを布施に集約し、代わりに夜行高速バスを八尾に移管した。